# Stipella vigilans
Stipella vigilans är en svampart som beskrevs av L. Léger & M. Gauthier 1932. Stipella vigilans ingår i släktet Stipella och familjen Legeriomycetaceae.   Inga underarter finns listade i Catalogue of Life.